# Гармати Пексана
Гармата Пексана (фр. Canon Paixhans фр. вимова: [pɛksɑ̃]) — гладкоствольна гармата великого калібру, яка стріляла артилерійськими бомбами навісною стрільбою.    
Гармати Пексана були першими корабельними гарматами, спеціально призначеними для стрільби фугасними снарядами. У російськомовній літературі цей тип артилерійських установок називають «бомбічними гарматами». Вони були розроблені французьким генералом Анрі-Жозефом Пексаном в 1822—1823 роках. Ця модель стимулювала подальший розвиток військово-морської артилерії. Її застосування у боях продемонструвало слабку захищеність дерев'яних кораблів і стимулювало появу панцерників. Були також моделі цієї зброї, призначені для армії.    

## Контекст
Фугасні снаряди давно використовували для бойових дій на суходолі (гаубиці та мортири), так і бомбардирськими кораблями проти стаціонарних цілей. Але такі снаряди могли бути випущенні лише на високій траєкторії й з відносно низькими швидкостями. Снаряди того часу були по суті своїй небезпечні під час застосування. Не було способу, аби поєднати вибуховий характер снаряда з високою потужністю і пологою траєкторією гармати.
Крім того, бомбою з високою траєкторією польоту було важко влучити у корабель противника у морському бою. Водночас  гармати з низькою траєкторією польоту, які мали кращі шанси влучити у ціль, стріляли переважно ядрами, які завдавали відносно невеликої шкоди навіть дерев'яним корпусам кораблів.

## Механізм
Гармати Пексана мали казенну частину більшої товщини для збільшення міцності, змінену форму камори для розміщення зменшеного заряду. Внаслідок великого калібру при відносно короткому стволі гармата Пексана стріляла надзвичайно важкими снарядами (80 фунтів) з порівняно невеликою початковою швидкістю. Необхідна для проламування борту кінетична енергія досягалася шляхом великої ваги снаряда. При цьому перевантаження при пострілі було відносно невеликим, що знижувало ризик детонації заряду у стволі гармати. При цьому хоч ці снаряди були безпечніші за більш ранні бомби, з ними також часто траплялися нещасні випадки. 

## Застосування
Вибух снаряда з гармати Пексана, який зазвичай проламував борт корабля і застрявав у ньому, призводив до подальшого руйнування дерев'яних конструкцій, виникнення значної кількості вторинних пожеж, великому розльоту осколків бомби та трісок, які вражали екіпаж.   
Ефективність від цієї зброї в реальних умовах була вперше продемонстрована під час битви при Веракрус у 1838 році,  а потім у битвах в Кампече в 1843 році, Екернферді в 1849 році під час датсько-пруської війни, і особливо в Сінопській битві в 1853 році під час Кримської війни.

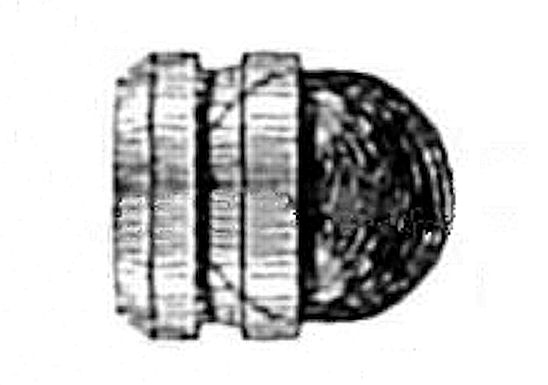
Снаряд Пексана з піддоном.

Тоді кораблі Чорноморського флоту атакували й знищили турецький флот вогнем снарядів бомбічних гармат. Вони проникали глибоко всередину дерев'яної обшивки османських кораблів, вибухали та підпалювали корпуси. Ця битва переконала морські держави в ефективності розривних снарядів і сприяла розвитку панцерників, захищених від таких снарядів.